# シリアルデジタルインタフェース

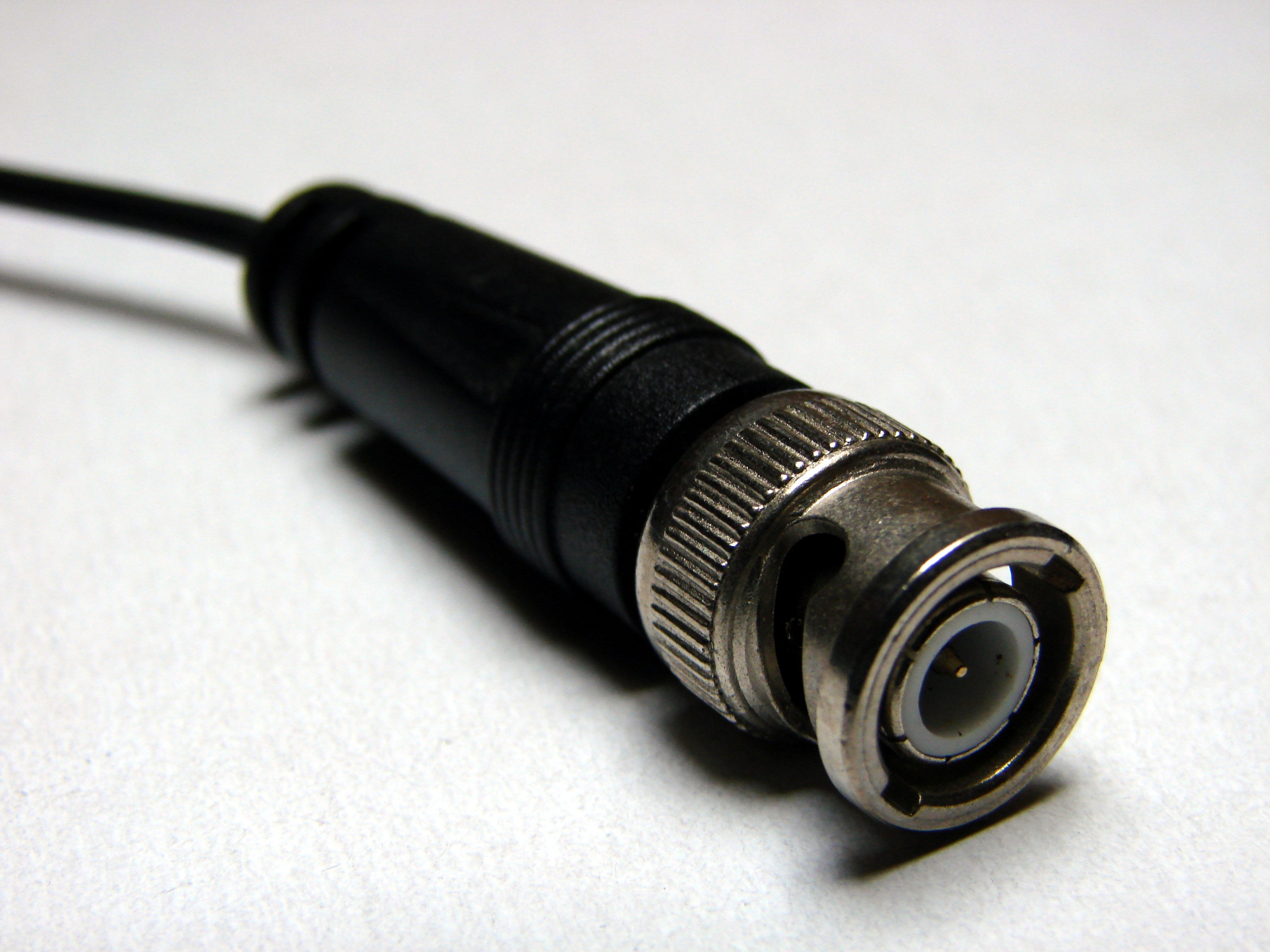
コネクタにはBNCコネクタを使用するのが一般的。

シリアルデジタルインタフェース (SDI; Serial Digital Interface）は、ビデオ信号伝送規格の一つ。
標準画質の非圧縮デジタル映像とデジタル音声をBNCコネクタと同軸ケーブル1本で伝送できる。主として業務用ビデオ機器に採用される。
MPEG-2やH.264エンコーダー/デコーダを使用して圧縮形式の動画データをSDIの伝送路により送受信する事もある。（SDTI: Serial Digital Transport Interface, SMPTE ST 305, SMPTE ST 348 など）

映像信号はコンポーネント映像信号もコンポジット映像信号も伝送されるが、お互いに互換性はない。規格番号はSD-SDIではSMPTE 259M、ITU-R BT.656。
HD映像を伝送する上位規格はHD-SDI規格である。SMPTE 292Mが適用される。
最長で100m遠方に非圧縮の映像ならびに音声信号を実用上無遅延で伝送する事が出来るため、放送設備内の布線や中継現場、近接した設備間の信号伝送などで威力を発揮する。
SDIで接続する機器に固有のIDなどを必要としないのでケーブルを繋げばネゴシエーションなどを行わないですぐに受信端に映像や音声を出力することができるなど、Point to Point の接続ではあるが利便性が高い。

## SDIの種類[3]
- SDI：SMPTE ST 259。HD-SDIの普及後はSD-SDIと呼ぶ場合もある。
  - D-2 SDI：NTSCとPALに対応する。アナログではコンポジットに準ずる。D-2フォーマットのVTRで使用されたための俗称。[4]
  - D-1 SDI : 525iと625iに対応する。アナログではコンポーネントに準ずる。D-1フォーマットのVTRで使用されたための俗称。[4]

- HD-SDI : SMPTE ST 292。1125iと1080i・750pに対応する。当初は1125iのみの対応で後に1080iと750pに対応した。アナログではY.Pb.Prに準ずる。
- 3G-SDI : SMPTE ST 424。1080pに対応する。コンポーネント信号規格のみ。
  - Level A マッピング：3G-SDI専用のマッピング（SDI 伝送路内のデータ配置）なので伝送する信号が同じであれば転送レートを低く抑えられる。[5]
  - Level B-DL マッピング：デュアルリンク（HD-SDI 2本分）のマッピングなので HD-SDI伝送系との親和性が高い（システム内で共存させ易い）。[5]
- 6G-SDI : SMPTE ST 2081。コンポーネント信号規格のみ。
- 12G-SDI : SMPTE ST 2082。4Kに対応する。コンポーネント信号規格のみ。
- Dual-Link HD-SDI : SMPTE ST 372。HD-SDIを2本1組で使用する事によって、4:2:2までの1080/60p映像と4:4:4映像に対応した。コンポーネント信号規格のみ。
- Quad-Link 3G-SDI : SMPTE ST 425-5。3G-SDIを4本1組で使用する事で2160p（4K）に対応した。
  - 2SI : Two Sample Interleave。2サンプルごとに間引いた全画面映像4組を4本の3G-SDIで伝送する方式。伝送による遅延が少なく、画像合成が容易。
  - SQD : Square Division。画面を田形に区切った1/4ずつ（1080pに相当）の映像4組を4本の3G-SDIで伝送する方式。原理上伝送遅延が1フレーム以上発生し、画像合成が難しいが、既存の1080p設備を流用できてそれぞれの映像の確認が容易。

## エンベデッドオーディオ
映像の他、音声信号も一緒に伝送する事が出来る。
SD-SDIは最大で8ch、HD-SDIは16chのデジタルオーディオ信号を含める事ができる。
エンベデッドオーディオはSD-SDIの場合はSMPTE 272M(SMPTE 259Mへの追加規定)、HD-SDIの場合はSMPTE 299M(SMPTE 292Mへの追加規定)により規定されている。
AES/EBUデジタルオーディオ信号8系統をHD-SDIケーブルにより一度に遠方に送信する用途にも使われる。

通常の75Ωケーブルを複数本、何十メートルにも渡って敷設するのに比べ、SDI信号を使用する事により1本のSDI信号で8系統の音声を送信する事が出来る。
またAES/EBUでは不可能だったエンベデッドオーディオ特有のエラー訂正情報やデジタルオーディオ位相情報をSDI信号に含める事が出来るため、通常のAES/EBU信号ケーブルに比べ高品質、確実な信号を遠方に送信する事が可能となる。
エンベデッドオーディオには一般的なデジタルオーディオ信号であるAES/EBU(またはSPDIF)がそのままラッピングされて8系統入るため、デジタルオーディオ信号をそのまま取り出す事が可能である。
AES/EBU規格が非音声のデータ転送も考慮されているため、エンベデッドオーディオに圧縮オーディオを載せる事も可能。

## SDIに使用するケーブル
デジタル信号特有の特性として、遠距離になればなるほどデータ化けが発生して画面上にノイズが現れ、最悪の場合は全てのデータが無効になってしまう（何も伝送できなくなる）。たとえばHD-SDIは規格上は100mまで可能となっているが、80m超えなどの遠距離へ信号を送出する場合はデータ化けやケーブルの状態に応じて、リクロック型中継機器を設置するなど注意が必要である。3G-SDIなど更に広帯域のインターフェースを使用する場合は使用可能な距離は短くなる。
接続ケーブルはインピーダンス 75ΩのFBケーブル及びHDケーブルを使用する。中継やイベントなどでの仮設用途には細くて屈曲性の良いFWを使うことが多いが、伝送可能距離はFBよりも短い。
HD-SDI：FB, FW, HD
3G-SDI：FB, FW
12G-SDI： FB, FWの低減衰型が必要。また、ケーブル両端のBNCプラグも12G-SDI専用品が必要。